# Renato Olivieri
Renato Olivieri (Sanguinetto, 4 agosto 1925 – Milano, 8 febbraio 2013) è stato uno scrittore e giornalista italiano.

## Biografia
Nato nel Veronese, trascorse l'infanzia a Torino finché all'età di 14 anni si trasferì a Milano, dove visse fino alla morte.
Nel 1978 pubblicò il suo primo romanzo giallo, Il caso Kodra; in esso compare il personaggio del commissario Ambrosio, uno degli investigatori più noti nel panorama letterario italiano, interpretato poi al cinema da Ugo Tognazzi ne I giorni del commissario Ambrosio, per la regia di Sergio Corbucci.
Caratteristiche dei suoi libri sono le malinconiche atmosfere milanesi e la figura del personaggio principale, Ambrosio, un poliziotto introverso, anch'egli estremamente melanconico, amante del bello e conoscitore d'arte – in questo, non diversamente dal suo autore Olivieri che diresse le riviste Arte e Antiquariato.
Il funerale si tenne nella chiesa di Santa Maria al Paradiso. Venne sepolto nella tomba familiare al cimitero maggiore di Milano.

## Opere
1. Il caso Kodra: giallo d'amore a Milano, Rusconi, Milano 1978
2. Maledetto ferragosto, Rusconi, Milano 1980
3. Dunque morranno, Rusconi, Milano 1981
4. Roulette in bottiglia, Alkaest, Genova 1981
5. L'indagine interrotta: il vice commissario Ambrosio diventa commissario, Rusconi, Milano 1983
6. Villa Liberty, Rusconi, Milano 1984
7. Le inchieste del commissario Ambrosio, prefazione di Oreste Del Buono, Rusconi, Milano 1985
8. Largo Richini, Rizzoli, Milano 1987
9. Ambrosio indaga: le nuove inchieste del commissario milanese, Rizzoli, Milano 1988
10. Hotel Mozart, A. Mondadori, Milano 1990
11. Piazza pulita, A. Mondadori, Milano 1991
12. Ambrosio ricorda, A. Mondadori, Milano 1992
13. Delitti a Milano, introduzione di Raffaele Crovi, A. Mondadori, Milano 1992
14. Madame Strauss, A. Mondadori, Milano 1993
15. 99 casi di ordinaria criminalità, introduzione di Giuliano Gramigna, Interno giallo, Milano 1994
16. La fine di Casanova, A. Mondadori, Milano 1994
17. Il Dio danaro, Mondadori, Milano 1996
18. Albergo a due stelle, A. Mondadori, Milano 1999

## Riconoscimenti
- Premio Mystfest (1983) con L'indagine interrotta miglior romanzo giallo edito[4].
- Premio Scerbanenco (1993) con Madame Strauss[5][6].